# SV Eintracht 08 Osnabrück
Maillots
Le SV Eintracht Osnabrück 08 est un club sportif allemand localisé à Osnabrück en Basse-Saxe.
En plus du football, le club dispose de départements de Badminton, de Taekwondo et de Tennis.

## Histoire
Le club fut fondé en 1908.
Jusqu’au terme de la Seconde Guerre Mondiale, il se montra relativement discret en termes de résultats.
En 1945, le club fut dissous par les Alliés, comme tous les clubs et associations allemands (voir Directive n°23). Le club fut rapidement reconstitué.
À partir de 1947, la DFB reprit la pleine totalité de des prérogatives qu’elle avait du abandonner lors de l’arrivée au pouvoir des Nazis en 1933 (voir DRL/NSRL. La fédération nationale allemande créa cinq ligues, les Oberligen de niveau 1. La région Nord fut couverte par l’Oberliga Nord. Directement sous celle-ci se trouvèrent des ligues dont le nom et la structure varia selon les localisations. En Basse-Saxe, fut ouverte une ligue nommée Landesliga et qui fut subdivisée en cinq groupes: Braunschweig, Bremen, Hannover, Hildesheim, et Osnabrück (celui-ci fut renommé Groupe Weser-Ems en 1948).
En 1947-1948, le SV Eintracht Osnabrück 08 remporta la Landesliga Niedersachsen, Groupe Osnabrück.
À partir de la saison 1949-1950, les cinq groupes de Landesliga regroupés pour former l’Amateurliga Niedersachsen. Celle-ci fut partagée en deux groupes (Est et Ouest). Lors e la première saison, SV Eintracht 08 fut champion de l’Amateurliga Niedersachsen, Groupe West. Lors du tour final, il gagna le droit de monter en Oberliga Nord.
Le club se sauva deux ans de suite grâce à une meilleure différence de buts générale par rapport à don adversaire direct. Par contre lors de la 3e saison la descente fut inévitable.
Revenu en Amateurliga Niedersachsen, Groupe West, l’Eintracht Osnabrück resta quelques saisons dans le haut du tableau. Il fut vice-champion derrière le TSR Olympia Wilhelmshaven en 1956 et derrière le SV Arminia Hannover II, en 1958.
À nouveau vice-champion (cette fois derrière le VfB Oldenburg) en 1959, l’Eintracht 08 put remonter en Oberliga (niveau 1) via la tour final. Le cercle redescendit l’année suivante.
Le SV Eintracht Osnabrück 08 rejoua pendant quatre saisons en Amateurliga Niedersachsen, Groupe West puis à la fin du championnat 1963-1964, il dut descendre au niveau 3. Cette relégation fit suite à la création de la Bundesliga et de l’instauration des Regionalligen au niveau 2. L’Amateurliga Niedersachsen fut ramenée à une seule série par la fusion des deux tableaux: Groupe Ost et Groupe West. 7e à l’Ouest, Osnabrück fut relégué.
L’âge d’or du club était terminé. Certes, il remonta au niveau 3 dès 1965 mais redescendit après une saison. 
En 1974 la DFB créa la 2. Bundesliga comme 2e niveau. La région Nord (tout comme celle de Berlin-Ouest) créa un 3e niveau unifié. Pour le Nord, ce fut l’Oberliga Nord. Au même moment, l’Amateurliga Niedersachsen, Groupe devint niveau 4 et rebaptisée Landesliga Niedersachsen (elle fut renommée Verbandsliga Nidersachsen en 1978). L’Eintracht Osnabrück 08 n’en fit pas partie.
Les saisons s’écoulèrent. En 1994 furent établies les Regionalligen au niveau 3. Toutes les ligues inférieures reculèrent d’un rang. Le SV Eintracht 08 joua sous le 5e niveau et ne remonta plus dans les ligues régionales supérieures.

## Palmarès
- Champion de la Landesliga Niedersachsen, Groupe Osnabrück: 1948.
- Champion de l’Amateurliga Niedersachsen, Groupe West: 1950.
- Vice-champion de l’Amateurliga Niedersachsen, Groupe West: 1956, 1958, 1959.
- Champion de la Kreisliga Osnabrück Stadt: 2006-2007.

## Saisons
| Saison  | Division                       | Classification |
| 2006–07 | Kreisliga Osnabrück Stadt      | 1° ↑           |
| 2007–08 | Bezirksliga 5 (Südost)         | 16° ↓          |
| 2008–09 | Kreisliga Osnabrück Stadt      | 15° ↓          |
| 2009–10 | 1. Kreisklasse Osnabrück-stadt | 12°            |
| 2010–11 | 1. Kreisklasse Osnabrück-stadt | 3° ↑           |
| 2011–12 | Kreisklasse Osnabrück-stadt    | °              |